# Dermophis oaxacae
Dermophis oaxacae (Cecilia Oaxaqueña, em espanhol) é uma espécie de anfíbio gimnofiono da família Caeciliidae. É endémica do México. Esta espécie subterrânea é provavelmente vivípara tal como outras espécies do género Dermophis. O seu habitat inclui floresta tropical semi-decídua.